# Carlos Tejedor (ciudad)
Carlos Tejedor es una localidad de Argentina, cabecera del partido homónimo, en el noroeste de la provincia de Buenos Aires.

## Historia
Este partido, cuyo nombre evoca al doctor Carlos Tejedor -exgobernador de Buenos Aires, ministro de Relaciones Exteriores durante la presidencia de Sarmiento y notable jurisconsulto- se creó por ley el 3 de enero de 1905, en la que establecía además que formaría parte de la cuarta sección electoral y en lo judicial "pertenencia al departamento del centro". Se declaró cabecera de una colonia agrícola denominada "Don Alberto", de propiedad de Alberto H. Almirón y lindera con terrenos comprendidos en la estación Flora del ex Ferrocarril Oeste de Buenos Aires, la cual era por entonces el centro poblado más importante de la zona. Dicha colonia había sido trazada tiempo antes, con miras a la formación de un futuro pueblo y Almirón hizo reservar en ellas los terrenos necesarios para edificios y lugares públicos, gestionó ante el ferrocarril la apertura de pasos a nivel y mandó construir por su cuenta un edificio para escuela. Al crearse el partido en la fecha arriba señalada, el pueblo tomó el nombre definitivo de Carlos Tejedor.[cita requerida]

## Ubicación
La ciudad se encuentra en el noroeste de la provincia de Buenos Aires, accediéndose por la Ruta Nacional 226 y Ruta Provincial 70.

## Población
Cuenta con 7152 habitantes (Indec, 2010), lo que representa un leve incremento del 20% frente a los 5127 habitantes (Indec, 2001) del censo anterior.
| Gráfica de evolución demográfica de Carlos Tejedor entre 1914 y 2010 |
|                                                                      |
| Fuentes: INDEC                                                       |

## Toponimia
La ciudad evoca al doctor Carlos Tejedor, gobernador de la provincia de Buenos Aires, ministro de Relaciones Exteriores durante la presidencia de Domingo Faustino Sarmiento y jurisconsulto.

## Clubes
- Club Atlético Amigos Gorra de Cuero.
- Huracán Fútbol Club.
- Club Atlético Argentino
- Club Los Vascos

## Parroquias de la Iglesia católica en Carlos Tejedor
| Diócesis  | Nueve de Julio      |
| --------- | ------------------- |
| Parroquia | San Juan Crisóstomo |